# 恩州 (辽朝)
恩州，辽朝时设置的州。
辽太宗置，治所在今内蒙古自治区喀喇沁旗东南西桥乡东土城子。开泰中置恩化县为州治。属中京道。金朝时废。
现在地址为内蒙古自治区赤峰市喀喇沁旗西桥镇恩州村。中华人民共和国建国后命名七家村，后经村党支部书记尹承仪提议，经过行政审批复名恩州。